# Zajo Grande
Zajo Grande är en ort i Mexiko.   Den ligger i kommunen Morelia och delstaten Michoacán de Ocampo, i den södra delen av landet, 240 km väster om huvudstaden Mexico City. Zajo Grande ligger 2 221 meter över havet och antalet invånare är 257.
Terrängen runt Zajo Grande är kuperad västerut, men österut är den platt. Runt Zajo Grande är det tätbefolkat, med 493 invånare per kvadratkilometer. Närmaste större samhälle är Quiroga, 12,3 km sydväst om Zajo Grande. I omgivningarna runt Zajo Grande växer huvudsakligen savannskog.